# Победа (Дуванский район)
Побе́да (баш. Победа) — деревня в Дуванском районе Республики Башкортостан Российской Федерации. Входит в состав Сикиязского сельсовета.

## География
Деревня находится на левом берегу реки Ай.

### Географическое положение
Расстояние до:
- районного центра (Месягутово): 5 км,
- центра сельсовета (Сикияз): 5 км,
- ближайшей ж/д станции (Сулея): 80 км.

## Население
| 2002 | 2010 |
| ---- | ---- |
| 14   | ↗20  |